# Воздушный мост через Гибралтар (1936)
Воздушный мост через Гибралтар — совместная военно-воздушная операция авиации испанских мятежников, Италии и Германии по переброске войск из Испанского Марокко на территорию Испании, проводившаяся с июля по октябрь 1936 года во время гражданской войны в Испании.

## Накануне операции
К августу 1936 года мятежникам стало ясно, что план молниеносного захвата столицы и победы над силами республики не состоялся. Более того, республиканцы перехватили инициативу. Мятежные военные испытывали недостаток в снабжении, деньгах, людских ресурсах. Их главная ударная сила — испанская Африканская армия — находилась на территории Испанского Марокко, не имея способа переправиться через Гибралтарский пролив и прийти на помощь тем, кто сражается в Испании, так как основные силы флота (линейный корабль, 3 крейсера, 15 эсминцев и 12 подводных лодок) остались верными Республике. 13-километровая водная гладь Гибралтарского пролива стала непреодолимой преградой. Республиканский флот приступил к блокаде Гибралтара. Корабли стали наносить огневые удары по захваченным противниками портам Андалузии и Марокко.
У повстанцев не было никаких важных боевых кораблей в районе пролива для снятия блокады, а из авиации у них было всего шесть бипланов Бреге 19 (плюс семь, которые находились в Тетуане, ожидая ремонта), два истребителя Ньюпор 52 и несколько гидросамолетов, которые можно было бы использовать для бомбардировки республиканского флота. Так, 26 июля три Бреге обстреляли линкор Хайме I и крейсер Либертад, а 29-го — подводную лодку С-3. Но, несмотря на то, что бомбардировки были чрезвычайно трудными для этих медленных и устаревших самолётов, им удалось запугать республиканский флот, потому что боевой дух его команд был низким, а командование неопытным. Кроме того, в районе пролива действовал немецкий военно-морской флот в составе 3 линкоров, 2 крейсеров и 4 эсминцев, что затрудняло республиканскому флоту контроль и бомбардировку побережья.
Первым решением для преодоления блокады, в которой оказались мятежные силы Северной Африки, была организация элементарной воздушной перевозки двумя гидросамолетами Дорнье-Валь с военно-морской базы Кадис и тремя бомбардировщиками Фоккер F.VII, которые вылетели из Кабо Хуби по приказу правительства, но приземлились в Лараче и Табладе (Севилья), когда эти аэродромы уже находились в руках повстанцев. На каждом рейсе, организованном генералом Кинделаном, Фоккер F.VII перевозил от 10 до 15 легионеров из Тетуана в Табладу.
На повестке дня прежде всего стояло освобождение Испанского Марокко от морской блокады и помощь в переброске войск по воздуху. А для этого требовалась иностранная поддержка. Франко через своих представителей обратился к Муссолини и Гитлеру с просьбой о помощи. В ответ на просьбу Франко фюрер и дуче действовали оперативно. В германском министерстве авиации был образован «Штаб В», в итальянском военном министерстве — «комиссия военных операций в Испании».

## Ход операции
27 июля из Италии на аэродром Таблада в Андалузии перелетели десять итальянских трехмоторных бомбардировщиков Савойя-Маркетти SM.81. На другой день в Хересе-де-ла-Фронтера в той же Андалузии совершили посадку двадцать германских Юнкерсов Ju 52. Пилоты были переодеты в форму испанского Иностранного легиона, а прежние опознавательные знаки на самолётах стерты. Наконец, с 30 июля по 3 августа шесть из девяти Савойя-Маркетти SM.81 прибыли в Тетуан на африканском побережье.
Превосходство в воздухе побудило генерала Франко отдать приказ о проходе небольшого флота с несколькими подразделениями Африканской армии через пролив, которым удалось пересечь его 5 августа и бросить якорь в Альхесирасе. Пропаганда повстанцев назвала его «Конвой Победы». Все доставленное восставшие экстренно выгрузили на берег и вывезли из порта. В отместку за проход конвоя 7 августа, линкор Хайме I и крейсер Либертад вместе с двумя эсминцами обстреляли береговые батареи в бухте Альхесирас, город, вызвав сильные пожары и разрушения, и сожгли канонерскую лодку Эдуардо Дато.
Над проливом заработал первый в истории воздушный мост. Непрерывной вереницей Юнкерсы и Савойи вылетали из Сеуты и Тетуана и приземлялись в Хересе, доставляя солдат, оружие, снаряжение. Они редко встречали противодействие — республиканские ВВС в Андалузии почти отсутствовали. По самолётам стреляла только зенитная артиллерия республиканских кораблей, дежуривших в проливе.
В среднем в Испанию доставлялось по 1200 человек в неделю. Наиболее интенсивные перевозки осуществлялись с 10 по 16 августа, когда из Северной Африки в Севилью доставили 2853 солдата с вооружением.
Трудности работавшего несколько месяцев воздушного моста были главным образом техническими и психологическими: плохое оборудование испанских аэродромов, непривычка к воздушным перелетам (многие арабы впервые видели самолёты), языковой барьер. Проблемой оказался также перевоз лошадей марокканской кавалерии. Кони не умещались в тогдашних самолётах с их тесными фюзеляжами. Лошадей удалось переправить из Африки только после прорыва морской блокады. Через пролив на самолёте перебрались Франко, Ягуэ, Кастехон и другие ранее блокированные в протекторате «африканцы».
Одновременно Юнкерсы несколько раз с воздуха атаковали республиканские блокадные силы. Каждый раз они оттесняли республиканские эсминцы к Малаге, но те возвращались. И только когда Юнкерсы без потерь прорвались через неточный зенитный огонь неприятеля и 250-килограммовыми бомбами попали в линкор Хайме I, убив и ранив около 50 человек и причинив ему значительный ущерб, судовые комитеты оставили дежурить в проливе небольшие силы — несколько эсминцев и подводных лодок. Впервые в военной истории было доказано, что морское превосходство может быть полностью нейтрализовано воздушным превосходством.
Блокада Испанского Марокко ослабевала. Сказывалось плохое техническое состояние большинства республиканских кораблей, отсутствие офицеров, полнейший упадок дисциплины и бесплодное ожидание поддержки с суши и с воздуха. В результате националистам удалось получить морской контроль над Гибралтарским проливом.
Воздушный мост прекратил свою работу 11 октября 1936 года. В ходе этой воздушной перевозки между Испанским Марокко и полуостровом с конца июля было перевезено более 13 000 легионеров и марокканцев Африканской армии.